# 第二次全苏联苏维埃代表大会
第二次全苏联苏维埃代表大会是于1924年1月26日至2月2日在苏联首都莫斯科召开的苏维埃代表大会。期间1月27日至28日，因列宁的葬礼而休会。 2124名代表参加了代表大会，其中1540人有投票权。此次大会通过了《1924年苏联宪法》，决定永远保留列宁遗体建列宁墓，并将彼得格勒改名列宁格勒。